# Hyalinobatrachium ibama
Espèce
Statut de conservation UICN

 VU B1ab(iii) : Vulnérable
Hyalinobatrachium ibama est une espèce d'amphibiens de la famille des Centrolenidae.

## Répartition
Cette espèce se rencontre
- en Colombie dans le département de Santander de 1 600 à 2 050 m d'altitude sur le versant Ouest de la Cordillère Orientale ;
- au Venezuela à San Isidro dans l'État de Barinas.

## Description
Les mâles mesurent de 19,9 à 23,4 mm et les femelles de 21,3 à 23,5 mm.

## Publication originale
- Ruiz-Carranza & Lynch, 1998 : Ranas Centrolenidae de Colombia XI. Nuevas especies de ranas cristal del genero Hyalinobatrachium. Revista de la Academia Colombiana de Ciencias Exactas, Físicas y Naturales, vol. 22, no 85, p. 571-586 (texte intégral).